# Ogata Kōrin
Ogata Kōrin (尾形 光琳, ou Ichinojō), né en 1658 à Kyoto, mort le 2 juin 1716 dans la même ville, noms familiers : Kariganeya Tōjûro, Katsuroku, noms de pinceau :  Kōrin, Hōshuku, Jakumel, Dōsû, Kansei, Iryō, Seiseidō, Chōkōken, est un peintre japonais, frère ainé du peintre et céramiste Ogata Kenzan. Leur œuvre, à tous deux, ressortit à l'école Rimpa.

## Biographie

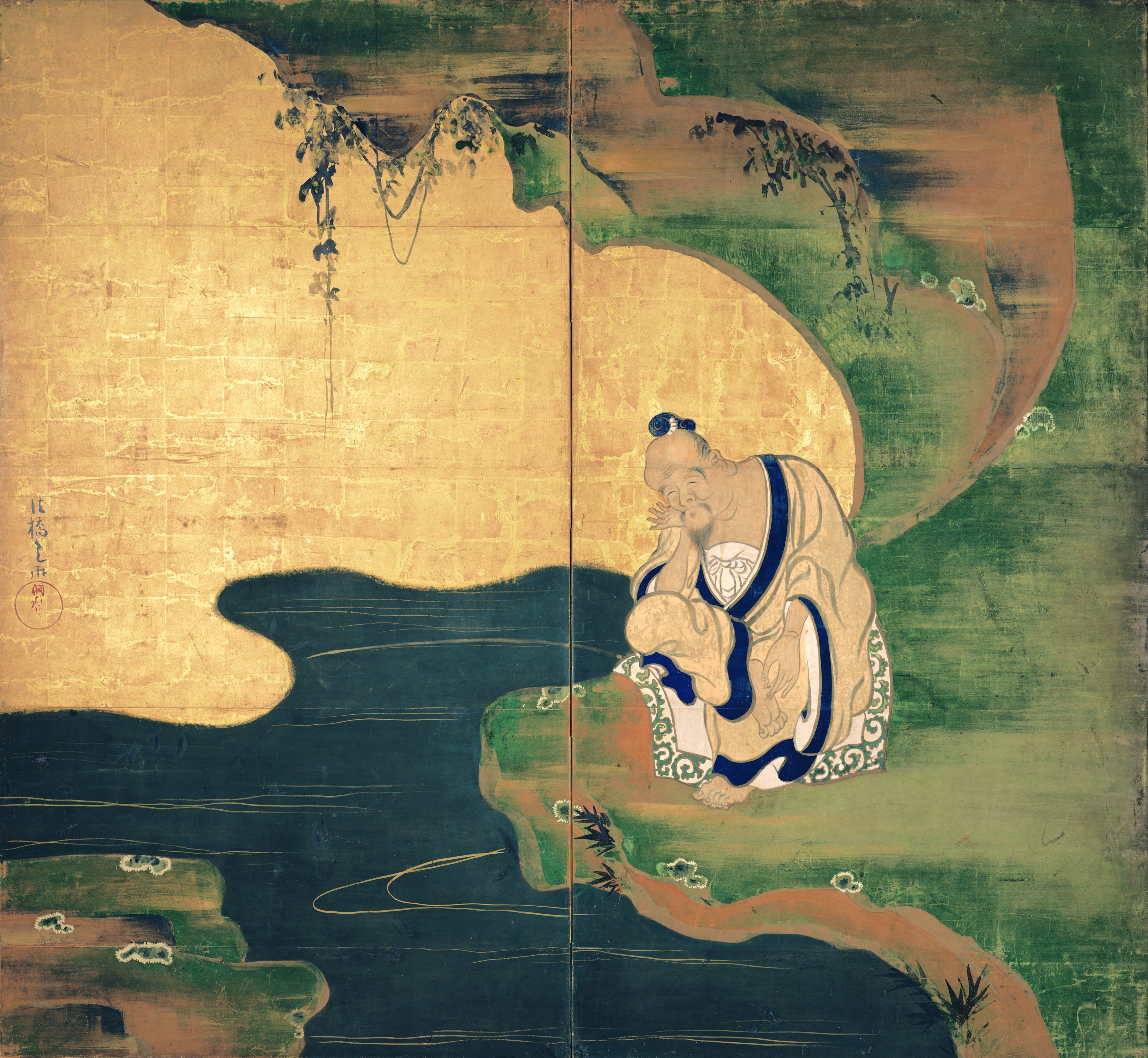
Tai Gong Wang, paravent en deux panneaux. 166.6 cm X 180.2 cm (musée national de Tokyo).

Peintre de grande renommée, Ogata Kōrin peut-être considéré comme le vrai successeur de Tawaraya Sōtatsu (actif vers 1630), qui ressuscite son génie dans l'esprit du XVIIIe siècle. La vie d'Ogata Kōrin est très bien connue grâce aux archives, correspondances, carnets et recueils de croquis qu'il a lui-même légués à ses descendants. Né dans une famille de riches marchands d'étoffe de Kyōto, propriétaire de l'importante maison Karigane-ya, il passe une jeunesse heureuse dans une atmosphère cultivée.
Son père, Ogata Sōken (1621-1687), grand amateur de théâtre nō, cultive la peinture dans le style à la mode où se conjuguent des éléments  Kanō et Tosa, et crée des éléments de costumes de nō et de kimonos somptueux. Bon calligraphe, cet homme se situe dans la tradition de Hon'ami Kōetsu (1558-1637), dont son grand-père a été le beau-frère et que son père, Sōhaku (1571-1631) avait suivi au village de Takagamine. Il semble que Kōrin ait été initié à la peinture tout d'abord par son père, puis par Yamamoto Sōken (1683-1706) peintre de l'école Kanō, ainsi qu'auprès de Kanō Tsunenobu (1636–1713) et Sumiyoshi Gukei (1631–1705). 
Ses premiers dessins dénotent son intérêt pour l'art de  Sōtatsu. À la mort de son père, il hérite d'une grande fortune et des collections familiales, ce qui lui permet de mener une vie facile et aisée dans ce centre artistique et intellectuel qu'est la ville de Kyōto, bien que la capitale shōgunale ait été transférée à Tōkyō. On est d'ailleurs au seuil de l'ère Genroku (1688-1704) où la poésie, la calligraphie, la peinture, le nō, la cérémonie du thé sont les intérêts communs à l'aristocratie et aux riches familles marchandes.
Épris dès sa jeunesse de la vie raffinée et élégante, Kōrin mène donc une existence libertine tout étant un acteur nō de renom : il s'en trouve bientôt ruiné et embrasse alors la carrière de peintre sous le nom de pinceau de Kōrin. Sa nomination, en 1701, au rang de hokkyō (titre religieux conféré à des artistes) marque un tournant dans sa vie. D'après M. Yamane Yūzō, l'une des raisons déterminantes de sa vocation est sa collaboration avec son frère Ogata Kenzan (1663-1743), pour la décoration des poteries créées par ce dernier; les nombreux croquis de cette époque, faits d'après nature, particulièrement de fleurs et d'oiseaux, révèlent les principes de sa création, bien qu'ils puissent étonner par leur réalisme minutieux, au regard de la stylisation des œuvres ultérieures. En effet son succès tient à cette stylisation qu'il applique aux thèmes de la littérature japonaise au point de les transformer en motifs décoratifs, dans les couleurs puissantes, presque des abstractions.

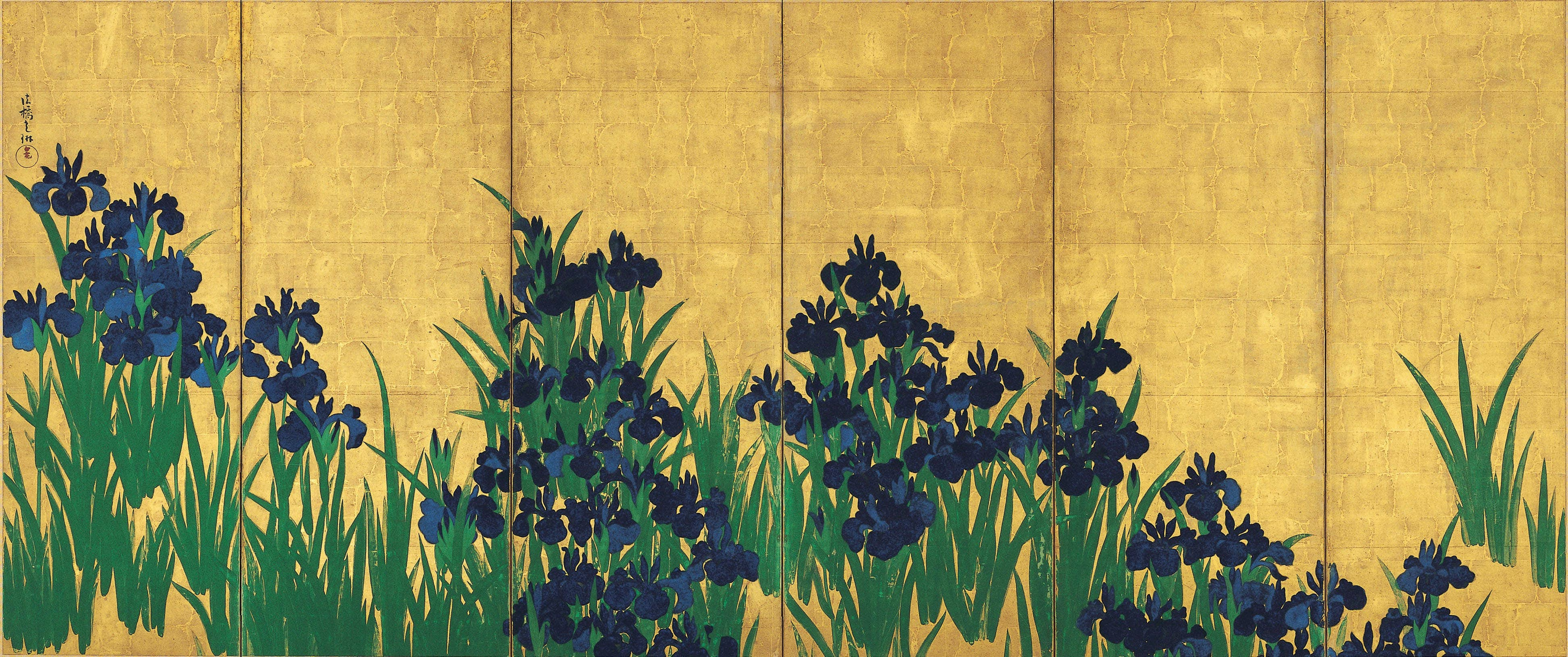
Iris. L'un des deux écrans pliants à six sections (byōbu),. Encre et couleur sur papier et fond d'or (trésor national du Japon, musée Nezu, Tokyo).

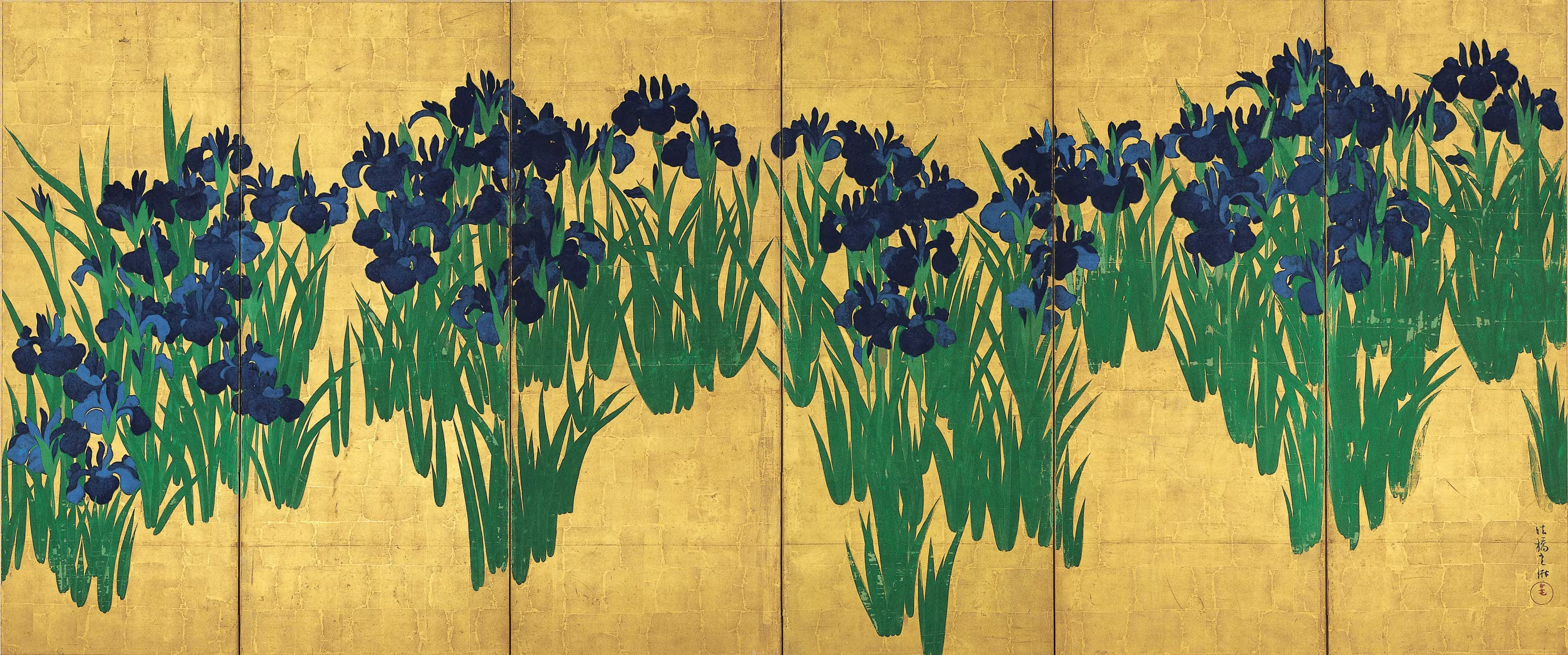
Le second. 1701-1702.

Le fameux paravent aux Iris (conservé au Musée Nezu de Tōkyō) est le couronnement de cette première période de son art, soit avant 1704. Sur le fond d'or, huit bouquets d'iris pleinement épanouis, variant seulement par leur emplacement plus ou moins élevé dans la composition. La distribution des masses de fleurs bleu foncé et des feuillages verts rythme la surface, dans une stylisation audacieuse où les objets perdent leur poids et se fondent aux arabesques de la couleur.Dès ce moment se révèle l'influence de  Sōtatsu. Une nouvelle école naît: celle du rin-pa qui tire son nom de son plus illustre représentant, Ogata Kōrin. Mais son initiateur est   Sōtatsu. Avec eux, l'esthétique du décoratif s'exacerbe encore s'il se peut, mais trouve vite ses limites.
En 1704, il suit à Edo l'un de ses mécènes, Nakamura Kuranosuke, dont il fait un beau portrait, s'efforçant d'introduire des courbes stylisées jusque dans la représentation de la figure humaine. Le rouleau des Fleurs des quatre saisons, daté de 1705, annonce par ses couleurs délicates et son traitement moins appuyé un changement de style. Vers 1710, il retourne définitivement à Kyōto: les années 1711 à 1716 année de sa mort, semblent être, pour le professeur Yamane, la période de maturité de l'artiste. Son génie de décorateur se révèle à son apogée  dans le paravent aux Pruniers blanc et rose (musée d'Atami), traversé en son centre d'une rivière onduleuse rehaussée d'argent, avec de part et d'autre les troncs moussus de deux pruniers, traités sans cerne et semés de tarashikomi (couleurs superposées avant d'avoir séché et qui se diluent  l'une dans l'autre).
Cette œuvre se distingue par sa science de la composition et sa parfaite maîtrise technique: courbes et cercles, thème permanent de ses recherches, semblent se cristalliser dans le cours d'eau sur lequel se dessine l'arabesque des vagues. À l'issue d'une longue confrontation avec l'art de  Sōtatsu,  Kōrin nous livre ici sa réponse définitive, remplaçant l'ampleur et la vigueur de celui-là par l'élégance et l'esprit du siècle dont il est l'émanation. Ses disciples directs tels Fukai Roshù (1755-1799, fils adoptif de  Sōtatsu), Tatebayashi Kagei ou Watanabe Shikō (1683-1755) ne font qu'imiter sa stylisation.
Un siècle plus tard, il trouvera un admirateur fervent en la personne de Sakai Hōitsu (1761-1828) qui se consacre à faire connaître la valeur de  Kōrin, déjà oublié. En 1815, à l'occasion du centenaire de l'artiste, Hōitsu publie  Kōrin hyakuzu (Cent chefs-d'œuvre de  Kōrin) et Ogataryū-inpu (recueil des cachets de l'école Ogata). Dès lors, son renom va croissant, éclipsant même pendant longtemps celui de  Sōtatsu, récemment redécouvert.

## Galerie

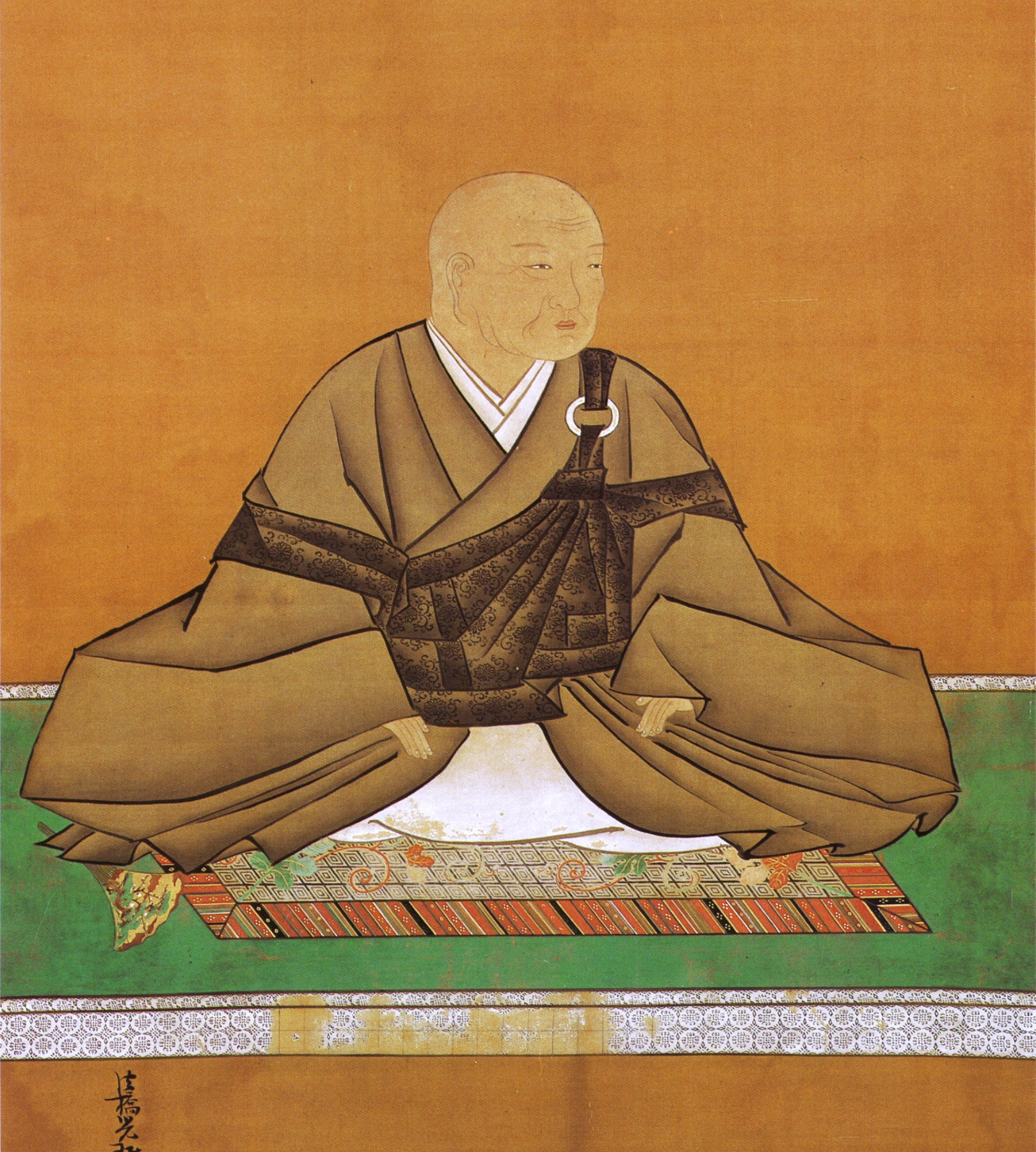
L'empereur Go-Mizunoo. Couleurs sur soie, 96,0 x 53,8 cm. Imperial Household Agency, Tokyo
Raijin, dieu de la foudre. Écran g. d'un ens. de 2. H 181,8 x L 164,5 cm. Encre et couleurs / feuille d'or / papier. Musée national de Tokyo
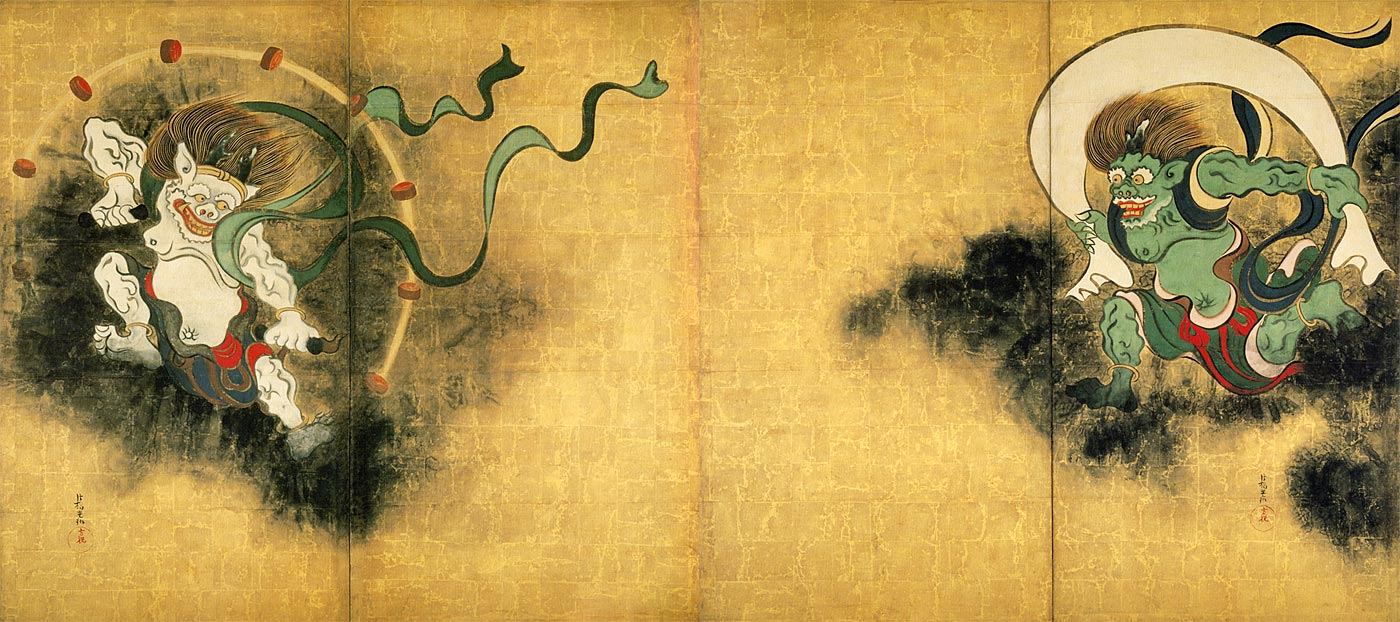
L'ensemble.
Fujin, dieu du vent. Écran droit
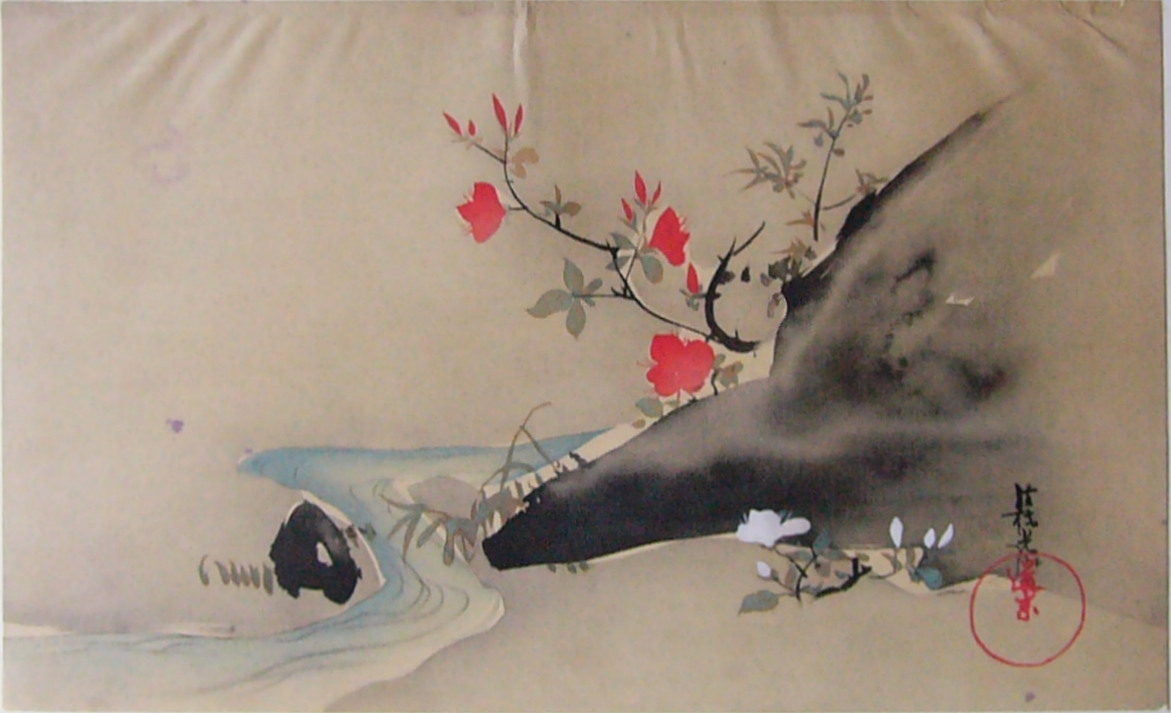
Azalées. Encre et couleurs sur papier, 38 × 60 cm. Hatakeyama Memorial Museum of Fine Art, Tokyo
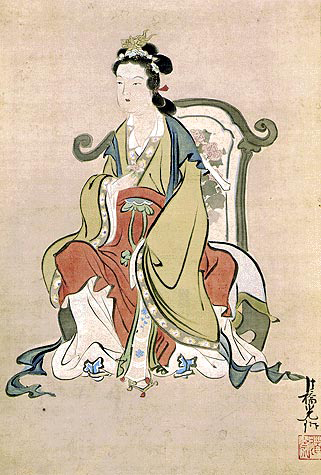
Reine-mère d’Occident. Rouleau suspendu, 95,2 x 37,1 cm. V. 1705. Encre et couleurs / soie / papier. Kimbel A M
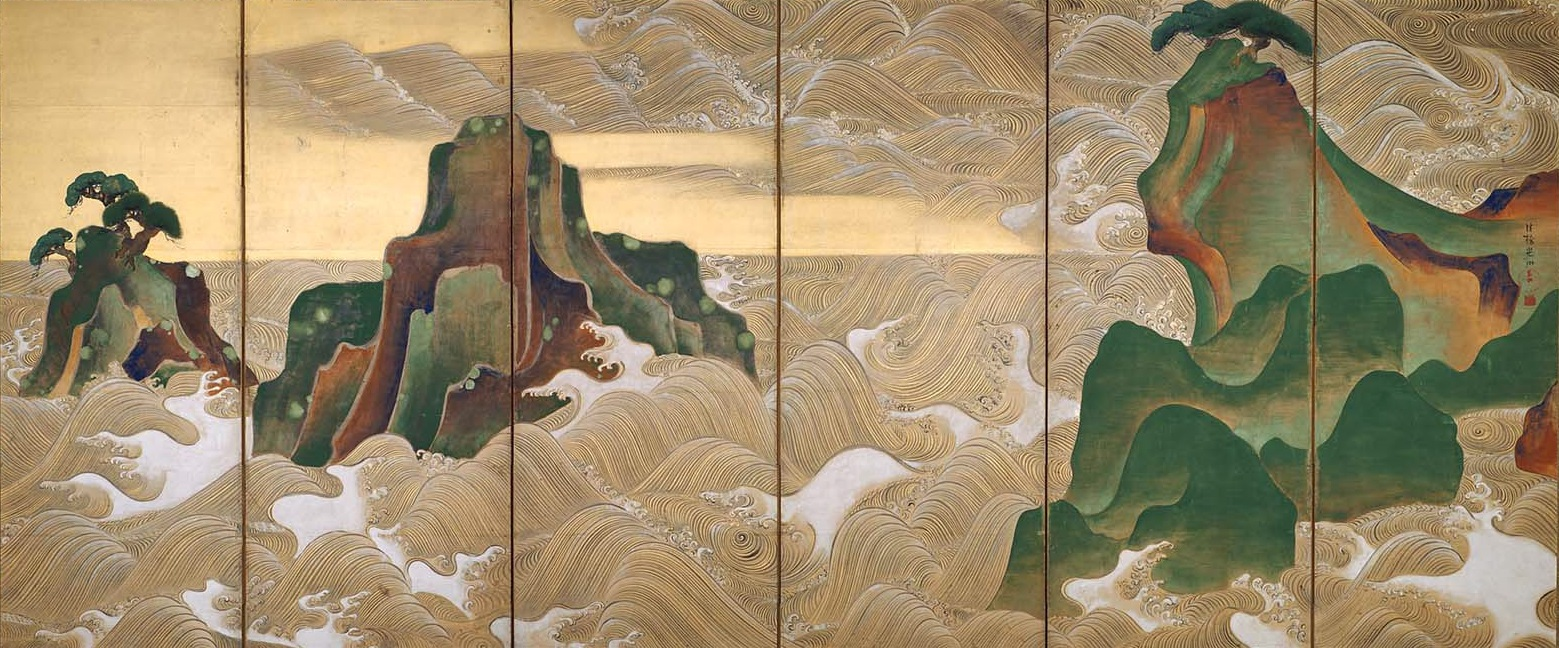
Vagues à Matsushima. paravent à 6 feuilles. Encre, couleurs et or sur papier, 150.2 x 367.8 cm. Museum of Fine Arts Boston
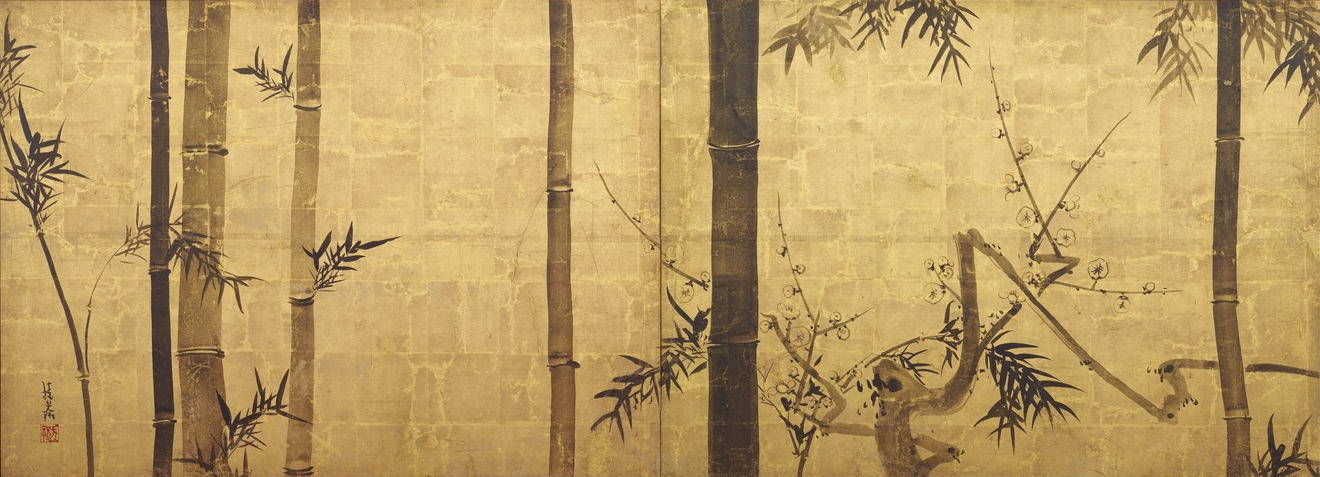
Bambou et prunier. paravent, 65,2 × 181 cm. Encre et or. Musée national de Tokyo
Prunus rouge et prunus blanc en fleurs. Paire de paravents, 156 × 172,2 cm ch. Encre, couleurs et or sur papier, v. 1700-1716. MOA, Atami
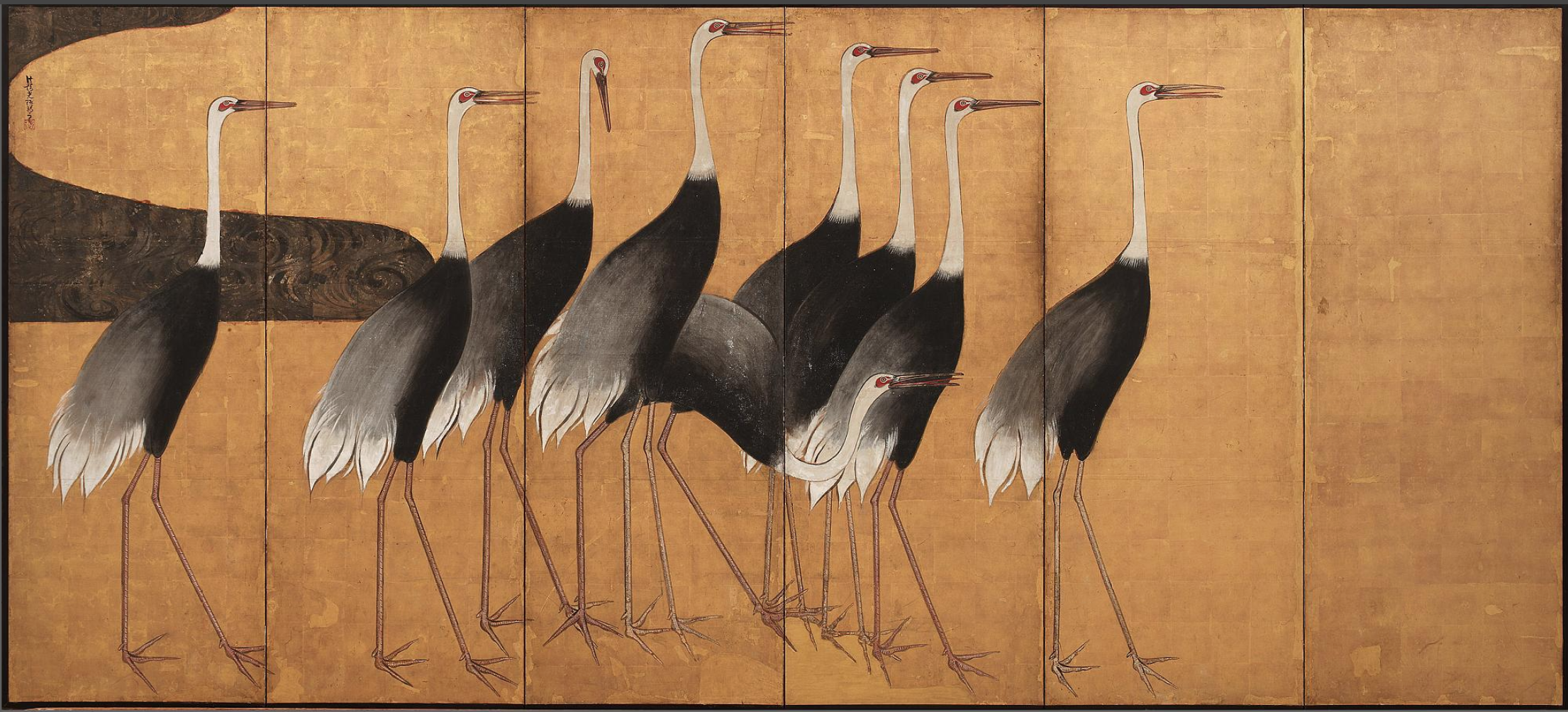
Grues. Paravent de gauche. Encre, couleurs, or et argent sur papier. 166 x 371 cm. Freer and Sackler Galleries
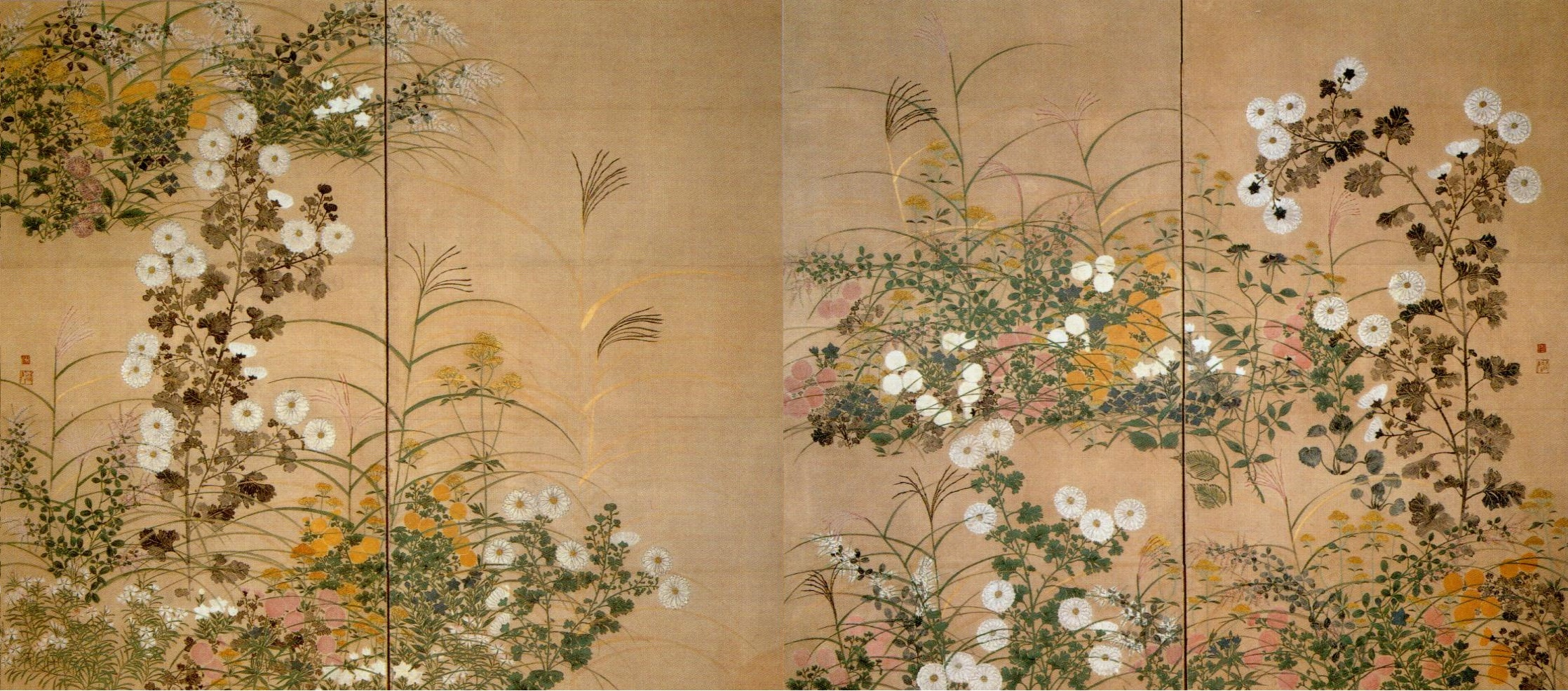
Floraison de plantes d'automne. Paire de paravents. Couleurs / papier, H. 154 ; L. 173 cm. Suntory Museum of Art

|  |

## Musées
- Atami (Musée d'art MOA) :
  - Pruniers blanc et rose en fleurs, couleur sur papier à fond d'or, paire de paravents à deux feuilles.
- Boston (Mus. of Fine Arts) :
  - Matsushita, paire de paravents.
- Kyoto (Musée Hosomi) :
  - Saule pleureur, papier peint pour envelopper l'encens avec décor de saule pleureur (entre 1704 et 1711), couleurs sur fond de feuilles d'or montées en rouleau vertical.
- Nara (Yamato Bunkakan) :
  - Portrait de Nakamura Kuranosuke, rouleau en hauteur, couleur sur soie - Boîte aux éventails, couleur sur laque doré.
- New York (Metropolitan Museum of Art|Metropolitan Mus.) :
  - Vagues, couleurs sur papier sur fond d'or, paire de paravents à deux feuilles.
- Osaka (mun. Mus. of Arts) :
  - Prunier, dessin encre sur papier.
  - Pu Tai traversant la rivière, dessin encre sur papier.
  - Sekiya, dessin encre sur papier.
- Paris, Musée national des arts asiatiques - Guimet :
  - Chrysanthèmes blancs, paravent.
- Tōkyō (Commission Pour la Protection des Biens Culturels) :
  - Dieux du vent et du tonnerre, couleur sur papier à fond d'or.
- Tōkyō (Mus. Nat.) :
  - Yatsuhashi, (scène du Ise monogatari), couleur sur papier, rouleau en hauteur.
- Tōkyō (Musée Nezu[13]) :
  - Paravents aux Iris, couleurs sur papier à fond d'or, paire de paravents à six feuilles.
  - Narihira, couleurs sur laque.
- Tōkyō (Mus. Goto) :
  - Tatsutagawa, couleur sur papier, éventail.